# Шалю, Ари
Ари Шалю (фр. Ary Chalus; род. 6 декабря 1961, Пуэнт-а-Питр) — французский политик, председатель регионального совета Гваделупы (с 2015).

## Биография
Родился 6 декабря 1961 года в Пуэнт-а-Питре. Работал техником компании ÉDF Guadeloupe.
Член местной партии Гваделупа единая, солидарная и ответственная, в 2017 году вошёл в исполнительное бюро партии «Вперёд, Республика!». В 2004—2015 годах — депутат генерального совета департамента Гваделупа, в 2012—2017 годах являлся депутатом Национального собрания от 3-го округа Гваделупы.
18 декабря 2015 года новый состав депутатов избрал Шалю председателем регионального совета Гваделупы — он получил 28 голосов (все — от представителей избирательного списка Changez d’Avenir, который он возглавлял на региональных выборах). Через час был оглашён состав постоянной комиссии, в которую вошли восемь заместителей председателя и ещё четыре влиятельных местных политика от политической силы La Guadeloupe toujours mieux (Гваделупа всегда лучше), включая предыдущего председателя совета Викторена Люреля.
14 мая 2021 года зональное полицейское управление Гваделупы официально объявило о начале расследования против Шалю по подозрению в незаконном финансировании предвыборной кампании 2015 года.
27 июня 2021 года по итогам второго тура региональных выборов возглавляемый Шалю список Continuons d’avancer (Продолжим движение вперёд) получил 72,43 % голосов, одержав безоговорочную победу над списком Peyi Gwadloup (Страна Гваделупа) во главе с председателем департаментского совета Гваделупы социалисткой Жозетт Борель-Линсертен (эти политические силы поделили между собой все места в региональном совете в соотношении 33 к 8).
2 июля 2021 года переизбран на пост председателя совета, вновь только голосами членов своей фракции (кроме того, 6 бюллетеней оказались не заполнены, два испорчены).
15 ноября 2021 года в Гваделупе начались массовые протесты против введения обязательной вакцинации от коронавирусной инфекции COVID-19 для медицинских работников, а также использования так называемых санитарных пропусков, сопровождающиеся случаями блокирования дорог (в том числе силами пожарных) и призывами профсоюзов к всеобщей забастовке.
20 ноября на шестой день беспорядков и на фоне начавшейся всеобщей забастовки Шалю заявил прессе, что предупредил центральные власти о резко негативной реакции населения региона на принимаемые противоэпидемические меры.
23 декабря 2021 года манифестанты вошли в здание регионального совета и остались на ночь в зале заседаний.

## Награды
- Кавалер Ордена Почётного легиона (13 июля 2019) «за тридцать шесть лет государственной службы»[12].